# Synot liga (2015/2016)
Synot liga 2015/2016 – 23. edycja najwyższych w hierarchii rozgrywek ligowych czeskiej klubowej piłki nożnej. Tytułu mistrzowskiego z poprzedniego sezonu broni drużyna Viktoria Pilzno. Rozgrywki rozpoczęły się 25 lipca 2015 roku meczem pomiędzy zespołami Bohemians 1905 i Sparta Praga.

## Drużyny
| Uczestnicy poprzedniej edycji                                                                                 | Uczestnicy poprzedniej edycji | Uczestnicy poprzedniej edycji | Uczestnicy poprzedniej edycji |
| --- | ----------------------------- | ----------------------------- | ----------------------------- |
| VPL | Viktoria Pilzno               | 1                             |                               |
| SPA | Sparta Praga                  | 2                             |                               |
| JAB | FK Jablonec                   | 3                             |                               |
| MLB | FK Mladá Boleslav             | 4                             |                               |
| PRB | 1. FK Příbram                 | 5                             |                               |
| DUK | Dukla Praga                   | 6                             |                               |
| TEP | FK Teplice                    | 7                             |                               |
| BOH | Bohemians 1905                | 8                             |                               |
| 1SL | 1. FC Slovácko                | 9                             |                               |
| VYS | FC Vysočina Igława            | 10                            |                               |
| SLA | Slavia Praga                  | 11                            |                               |
| SLL | Slovan Liberec                | 12                            |                               |
| BAN | Baník Ostrawa                 | 13                            |                               |
| BRN | 1. FC Brno                    | 14                            |                               |
| Awans z II ligi (2014/2015)                                                                                   |                               |                               |                               |
| SIG | Sigma Ołomuniec               | 1                             |                               |
| ZLN | Fastav Zlín                   | 3                             |                               |
| Oznaczenia: - kolumna pierwsza – skróty nazw drużyn, - kolumna trzecia – miejsce zajęte w poprzednim sezonie. |                               |                               |                               |

## Tabela
|    | Klub              | M  | Z  | R  | P  | Br+ | Br- | Br+/- | Pkt | Uwagi                                     |
| 1  | Viktoria Pilzno   | 30 | 23 | 2  | 5  | 57  | 25  | +32   | 71  | III runda kwalifikacyjna do Ligi Mistrzów |
| 2  | Sparta Praga      | 30 | 20 | 4  | 6  | 61  | 24  | +37   | 64  | III runda kwalifikacyjna do Ligi Mistrzów |
| 3  | Slovan Liberec    | 30 | 17 | 7  | 6  | 51  | 35  | +16   | 58  | III runda kwalifikacyjna do Ligi Europy   |
| 4  | FK Mlada Boleslav | 30 | 16 | 9  | 5  | 63  | 37  | +26   | 57  | II runda kwalifikacyjna do Ligi Europy    |
| 5  | Slavia Praga      | 30 | 14 | 10 | 6  | 48  | 26  | +22   | 52  |                                           |
| 6  | Zbrojovka Brno    | 30 | 14 | 5  | 11 | 37  | 38  | -1    | 47  |                                           |
| 7  | Baumit Jablonec   | 30 | 10 | 11 | 9  | 46  | 39  | +7    | 41  |                                           |
| 8  | 1. FC Slovácko    | 30 | 12 | 4  | 14 | 37  | 51  | -14   | 40  |                                           |
| 9  | Bohemians 1905    | 30 | 8  | 13 | 9  | 35  | 37  | -2    | 37  |                                           |
| 10 | Dukla Praga       | 30 | 8  | 11 | 11 | 44  | 41  | +3    | 35  |                                           |
| 11 | Vysocina Igława   | 30 | 8  | 7  | 15 | 31  | 54  | -23   | 31  |                                           |
| 12 | FK Teplice        | 30 | 7  | 9  | 14 | 37  | 52  | -15   | 30  |                                           |
| 13 | Fastav Zlin       | 30 | 7  | 9  | 14 | 34  | 50  | -16   | 30  |                                           |
| 14 | 1.FK Pribram      | 30 | 7  | 6  | 17 | 33  | 53  | -20   | 27  |                                           |
| 15 | Sigma Ołomuniec   | 30 | 6  | 9  | 15 | 35  | 49  | -14   | 27  | Spadek do II ligi                         |
| 16 | Baník Ostrawa     | 30 | 4  | 2  | 24 | 27  | 65  | -38   | 14  | Spadek do II ligi                         |

Aktualne na 30 maja 2016. Źródło: synotliga.cz

## Stadiony
| Klub               | Miasto            | Stadion                                     | Pojemność | Zdjęcie                             |
| ------------------ | ----------------- | ------------------------------------------- | --------- | ----------------------------------- |
| Baník Ostrawa      | Ostrawa           | Stadion Bazaly                              | 17 372    |                                     |
| Bohemians 1905     | Praga             | Ďolíček                                     | 7 500     |                                     |
| Dukla Praga        | Praga             | Na Julisce                                  | 4 560     |                                     |
| FK Jablonec        | Jablonec nad Nysą | Chance Arena                                | 6 280     |                                     |
| FK Mladá Boleslav  | Mladá Boleslav    | Stadion Miejski                             | 5 000     |                                     |
| 1. FK Příbram      | Przybram          | Na Litavce                                  | 9 100     |                                     |
| Sigma Ołomuniec    | Ołomuniec         | Andrův stadion                              | 12 566    |                                     |
| Slavia Praga       | Praga             | Eden Aréna                                  | 21 000    |                                     |
| 1. FC Slovácko     | Uherské Hradiště  | Městský fotbalový stadion Miroslava Valenty | 8 121     |                                     |
| Slovan Liberec     | Liberec           | Stadion u Nisy                              | 9 900     |                                     |
| Sparta Praga       | Praga             | Generali Arena                              | 20 854    |                                     |
| FK Teplice         | Cieplice          | Na Stínadlech                               | 18 221    |                                     |
| Viktoria Pilzno    | Pilzno            | Stadion města Plzně                         | 12 500    |                                     |
| FC Vysočina Igława | Igława            | Stadion v Jiráskově ulici                   | 4 025     |                                     |
| Zbrojovka Brno     | Brno              | Městský fotbalový stadion Srbská            | 12 550    |                                     |
| Fastav Zlín        | Zlin              | Letná Stadion                               | 6375      | West stand of Letna Stadium in Zlin |

### Najlepsi strzelcy
| Bramki | Strzelcy        | Drużyna           |
| ------ | --------------- | ----------------- |
| 20     | David Lafata    | Sparta Praga      |
| 16     | Michal Ďuriš    | Viktoria Pilzno   |
| 14     | Lukas Magera    | Mladá Boleslav    |
| 14     | Milan Škoda     | Slavia Praga      |
| 13     | Jakub Řezníček  | 1. FC Brno        |
| 12     | Marek Bakoš     | FC Slovan Liberec |
| 12     | Muris Mešanović | Slavia Praga      |
| 10     | Tomáš Berger    | Dukla Praga       |

Aktualne na koniec sezonu 2015/16